# Liga dos Campeões da CAF de 1981
Foi a 17ª edição da competição internacional maís importante de futebol realizada na região da CAF (África). O torneio foi jogado por 31 equipes e foi usado um esquema de playoffs com partidas em casa e fora. O JS Kabylie da Argélia venceu a final e tornou-se pela primeira vez campeão da Africa.

## Equipes classificadas
| Pais                           | Equipe              |
| ------------------------------ | ------------------- |
| Angola                         | 1° de Agosto        |
| Argélia                        | JS Kabylie          |
| Botswana                       | Township Rollers    |
| Burquina Fasso                 | Silures             |
| Camarões                       | Canon               |
| Costa do Marfim                | Mimosas             |
| Egito                          | Al-Ahly             |
| Gabão                          | USM Libreville      |
| Gâmbia                         | Starlight Banjul    |
| Gana                           | Asante Kotoko       |
| Guiné                          | Kaloum Star         |
| Guiné-Bissau                   | Benfica             |
| República Democrática do Congo | AS Vita Club        |
| Serra Leoa                     | East End Lions FC   |
| Líbia                          | Al-Ahly (Tripoli)   |
| Senegal                        | ASC SUNEOR          |
| Quênia                         | AFC Leopards        |
| Togo                           | OC Agaza            |
| Libéria                        | Invincible Eleven   |
| Zimbabwe                       | Dynamos FC          |
| Lesoto                         | Linare FC           |
| Zâmbia                         | Nchanga Rangers     |
| Essuatíni                      | Mbabane Highlanders |
| Mali                           | Real Bamako         |
| Madagáscar                     | MMM Tamatave        |
| Moçambique                     | Costa do Sol        |
| Nigéria                        | Shooting Stars      |
| Somália                        | Horseed             |
| Tanzânia                       | Simba SC            |
| Uganda                         | Nile Breweries FC   |
| República Centro-Africana      | TP USCA Bangui      |

## Primeira rodada
| Equipe 1          | Total       | Equipe 2            | 1.º jogo | 2.º jogo |
| ----------------- | ----------- | ------------------- | -------- | -------- |
| Kaloum Star       | 3-1         | Starlight Banjul    | 2-1      | 1-0      |
| MMM Tamatave      | 2-6         | Costa do Sol        | 2-4      | 0-2      |
| 1° de Agosto      | 2-3         | Vita                | 1-1      | 1-2      |
| East End Lions FC | 1-2         | Silures             | 1-1      | 0-1      |
| Al-Ahly (Tripoli) | 1-2         | JS Kabylie          | 0-0      | 1-2      |
| ASC SUNEOR        | 3-3 (3-4 p) | Mimosas             | 2-1      | 1-2      |
| Al-Ahly           | 4-2         | Léopards            | 3-1      | 1-1      |
| OC Agaza          | w/o         | Benfica             | 1        |          |
| Asante Kotoko     | 4-1         | Invincible Eleven   | 3-0      | 1-1      |
| Dynamos           | 6-1         | Linare              | 5-0      | 1-1      |
| Nchanga Rangers   | 5-0         | Mbabane Highlanders | 1-0      | 4-0      |
| Shooting Stars    | 7-3         | Township Rollers    | 7-1      | 0-2      |
| USM Libreville    | 1-1 (4-2 p) | Real Bamako         | 1-0      | 0-1      |
| Horseed           | w/o         | Simba               | 2        |          |
| Nile Breweries FC | 4-1         | TP USCA Bangui      | 2-1      | 2-03     |

1 Benfica saiu.

2 Simba retirou-se. 

3 TP USCA Bangui falhou em comparecer para o  2ª jogo.

## Oitavas de Final
| Equipe 1          | Total | Equipe 2        | 1.º jogo | 2.º jogo |
| ----------------- | ----- | --------------- | -------- | -------- |
| Costa do Sol      | 2-6   | Nchanga Rangers | 1-3      | 1-3      |
| Silures           | 3-4   | Vita            | 0-1      | 3-3      |
| Horseed           | 1-4   | JS Kabylie      | 1-2      | 0-21     |
| Canon             | 1-3   | Mimosas         | 0-0      | 1-3      |
| Asante Kotoko     | 2-4   | Kaloum Star     | 1-0      | 1-3      |
| Shooting Stars    | 1-5   | Dynamos         | 1-2      | 0-3      |
| USM Libreville    | 2-1   | OC Agaza        | 2-0      | 0-1      |
| Nile Breweries FC | 2-5   | Al-Ahly         | 2-0      | 0-5      |

1 Horseed  desistiu de jogar o segundo jogo.

## Quartas de Final
| Equipe 1       | Total | Equipe 2        | 1.º jogo | 2.º jogo |
| -------------- | ----- | --------------- | -------- | -------- |
| Vita           | 4-3   | Nchanga Rangers | 4-1      | 0-2      |
| JS Kabylie     | 5-2   | Dynamos         | 3-0      | 2-2      |
| Kaloum Star    | 4-2   | Mimosas         | 2-1      | 2-1      |
| USM Libreville | 1-4   | Al-Ahly         | 1-1      | 0-3      |

## Semi-Finais
| Equipe 1   | Total | Equipe 2    | 1.º jogo | 2.º jogo |
| ---------- | ----- | ----------- | -------- | -------- |
| Vita       | 1-0   | Kaloum Star | 1-0      | 0-0      |
| JS Kabylie | w/o   | Al-Ahly     | 1        |          |

1 O Al-Ahly foi obrigado a retirar-se das semifinais devido à situação política no Egito após o assassinato de Anwar Sadat.

## Final
| Equipe 1   | Total | Equipe 2 | 1.º jogo | 2.º jogo |
| ---------- | ----- | -------- | -------- | -------- |
| JS Kabylie | 5-0   | Vita     | 4-0      | 1-0      |

## Campeão
| Liga dos Campeões da CAF 1981 Campeão |
| ------------------------------------- |
| Argélia                               |
| JS Kabylie Primeiro Titúlo            |